# Řád za zásluhy (Brunej)
Řád za zásluhy celým názvem Nejvýznamnější řád za zásluhy (malajsky Darjah Paduka Seri Laila Jasa Yang Amat Berjasa) je státní vyznamenání Bruneje založené roku 1964 brunejským sultánem.

## Historie
Řád byl založen v únoru 1964 brunejským sultánem Omarem Alím Saifuddinem III. Udílen byl občanům státu za vynikající zásluhy. Status řádu byl změněn roku 1984.

## Třídy
Řád je udílen ve třech třídách:
- velkokomtur (PSLJ) – Řádový odznak se nosí na řetězu. Řádová hvězda se nosí nalevo na hrudi.
- komtur (DSLJ) – Řádový odznak se nosí na široké stuze spadající z ramene na protilehlý bok. Řádová hvězda se nosí nalevo na hrudi.
- společník (SLJ) – Řádový odznak se nosí na stuze kolem krku. Řádová hvězda této třídě již nenáleží.

## Insignie
Řádový odznak má tvar zlaté čtyřcípé hvězdy položené na stříbrném kruhu pokrytém fasetami ve tvaru diamantů. Uprostřed hvězdy je kulatý medailon se širokým lemem. Ve středu medailonu je zlatý obraz koruny (do roku 1984 to byl znak sultána, státní znak Bruneje, kde byly ruce nahrazeny dvěma zlatými kočkami). Na okraji medailonu je nahoře nápis PEDUKA SERI LAILA a dole JASA. K řetězu nebo stuze je odznak připojen pomocí jednoduchého kroužku.
Řádová hvězda je osmicípá se čtyřmi cípy zlatými a čtyřmi cípy stříbrnými. Uprostřed je kulatý medailon, který se shoduje se středovým medailonem řádového odznaku.
Stuha je zelená s červenými proužky lemujícími okraje. Na červené proužky navazují tři proužky v barvě žluté, černé a žluté. Uprostřed stuhy je úzký černý proužek z obou stran lemovaný proužky žluté a červené barvy.